# 長岡市

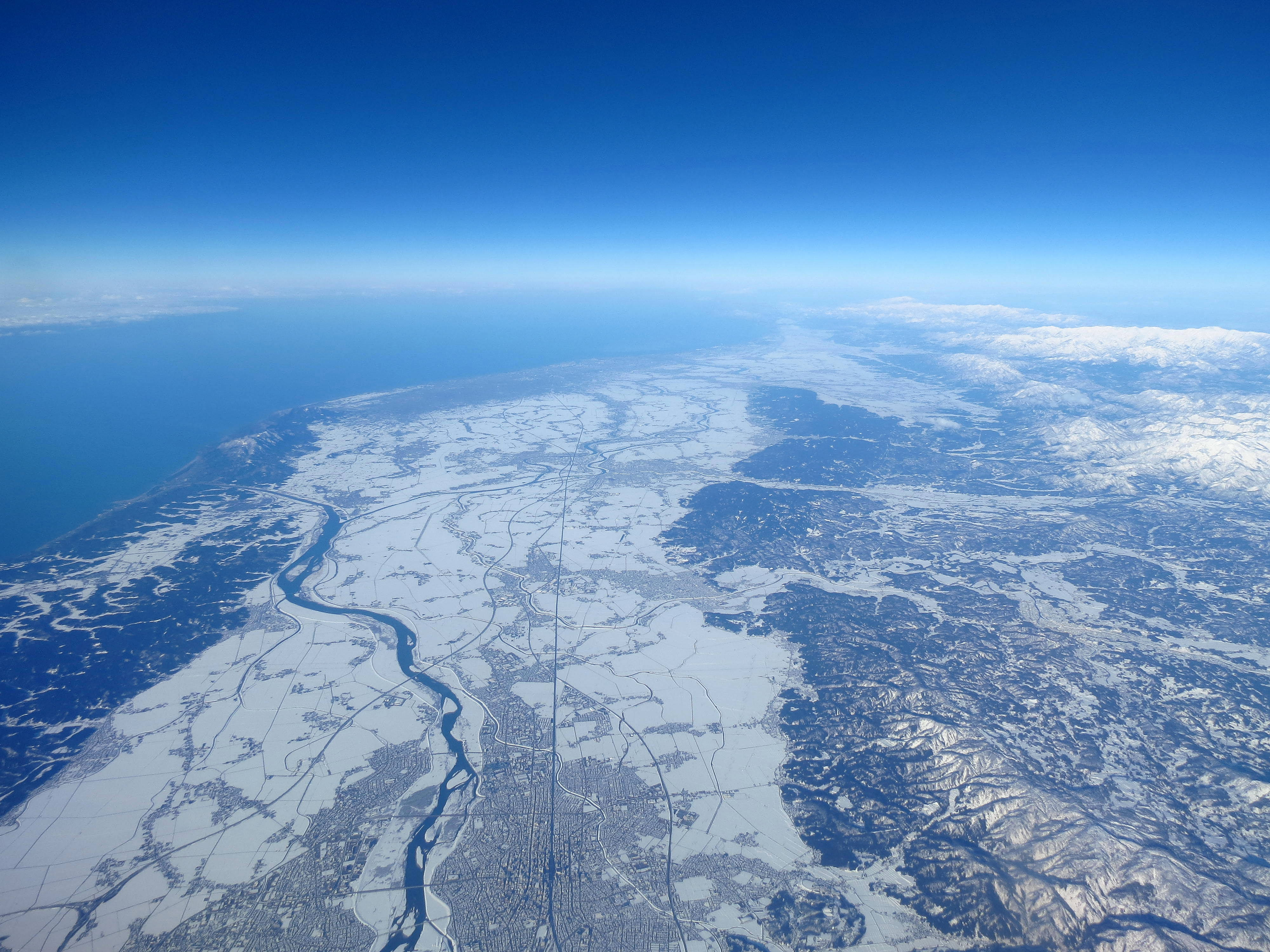
冬季空拍的長岡市一帶景觀，圖中大河為信濃川（攝於2016年2月8日）

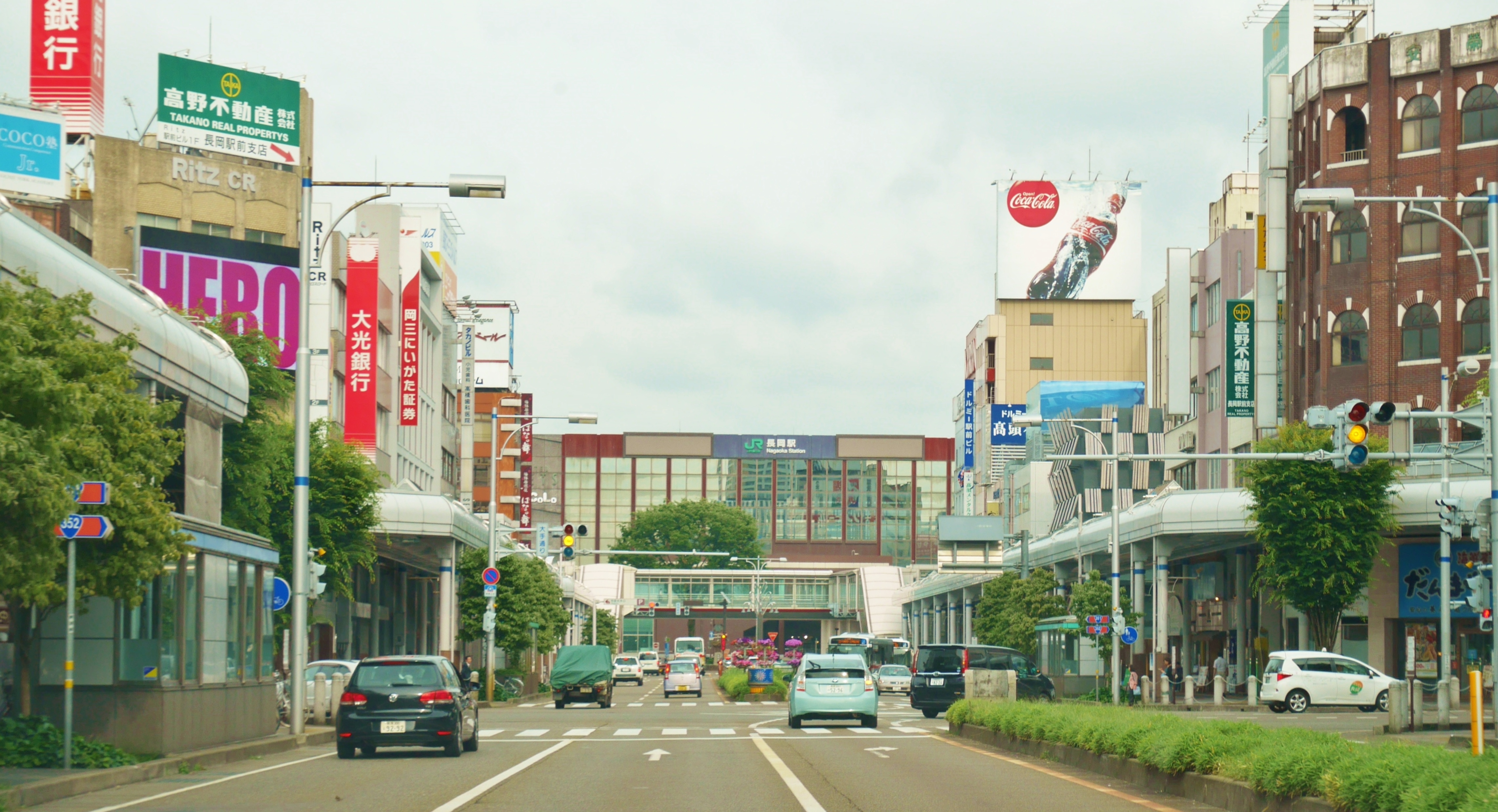
長岡市中心景觀（長岡站前）

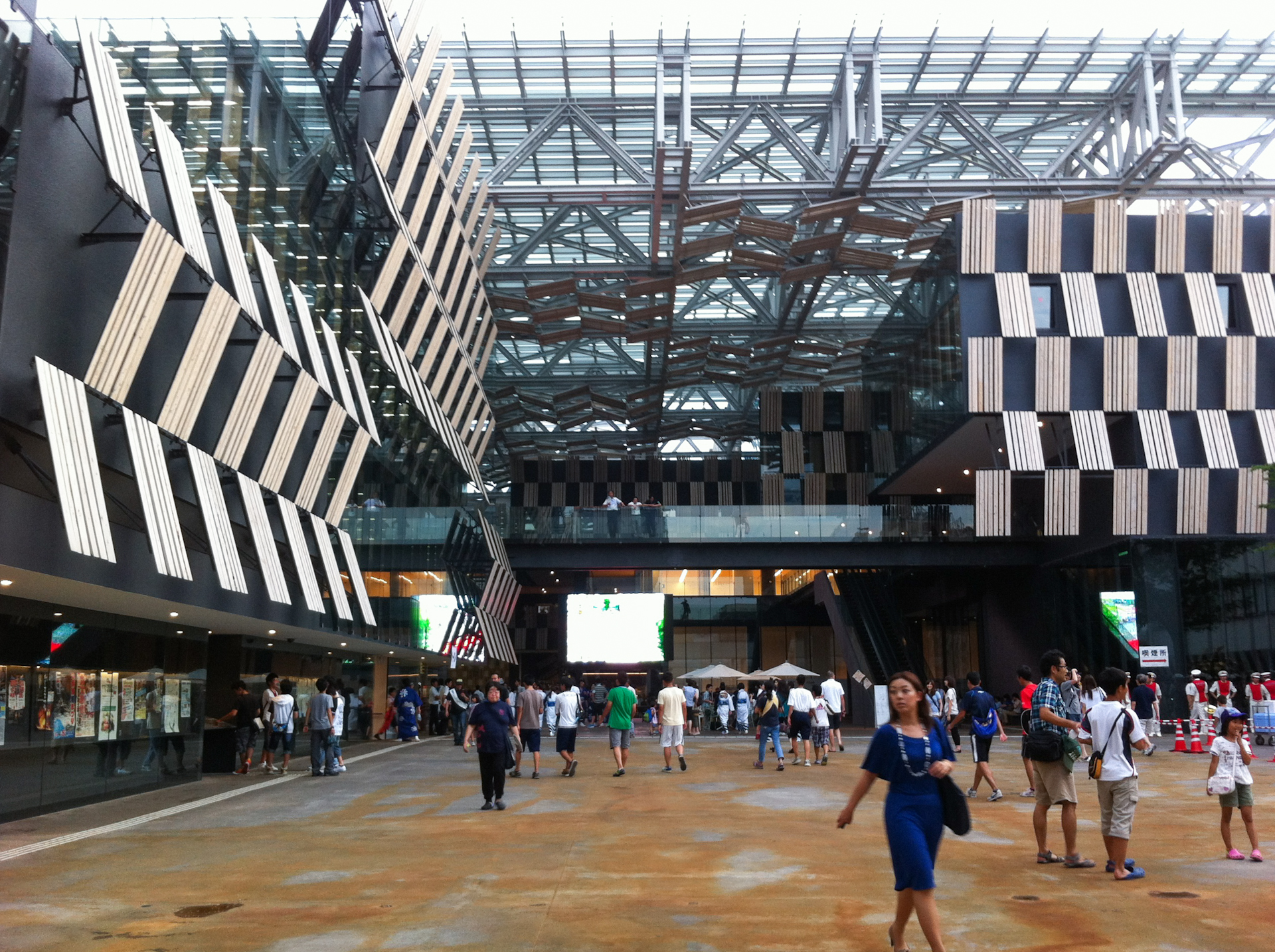
集合長岡市役所、市議會、體育館、表演廳、商場等多個機關與場地的「Ao-re長岡」複合交流設施

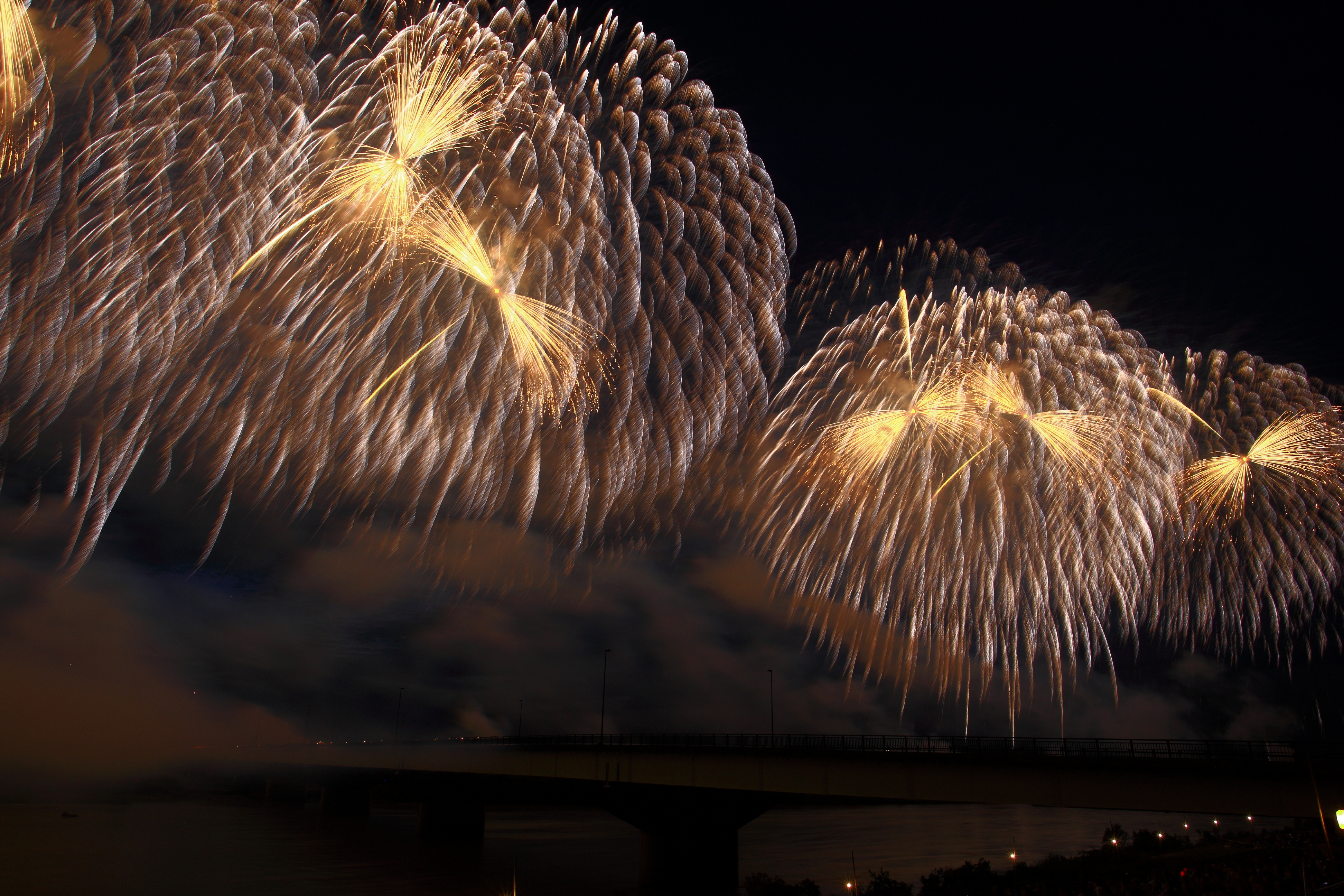
於信濃川河畔舉行的長岡祭不死鳥復興祈願煙火大會（2011年）

長岡市（日语：／ Nagaoka shi */?）是位於日本新潟縣中部（中越地方）的都市，人口約26萬，為縣內僅次於新潟市的第二大都市。長岡市是中越地方的中心都市，也是施行時特例市之一。當地以一般機械、電子、精密機械和紡織等工業為主，市內設有長岡技術科學大學。1984年長岡市被指定為技術密集都市，現今正往生產、科研、教育和住宅平衡發展。
長岡市每年8月1日至3日舉行的「長岡祭」以在信濃川畔舉行的大規模煙火匯演聞名，被譽為日本三大花火大會之一。連接東京與新潟縣的上越新幹線行經市內，並設有長岡站。

## Gallery

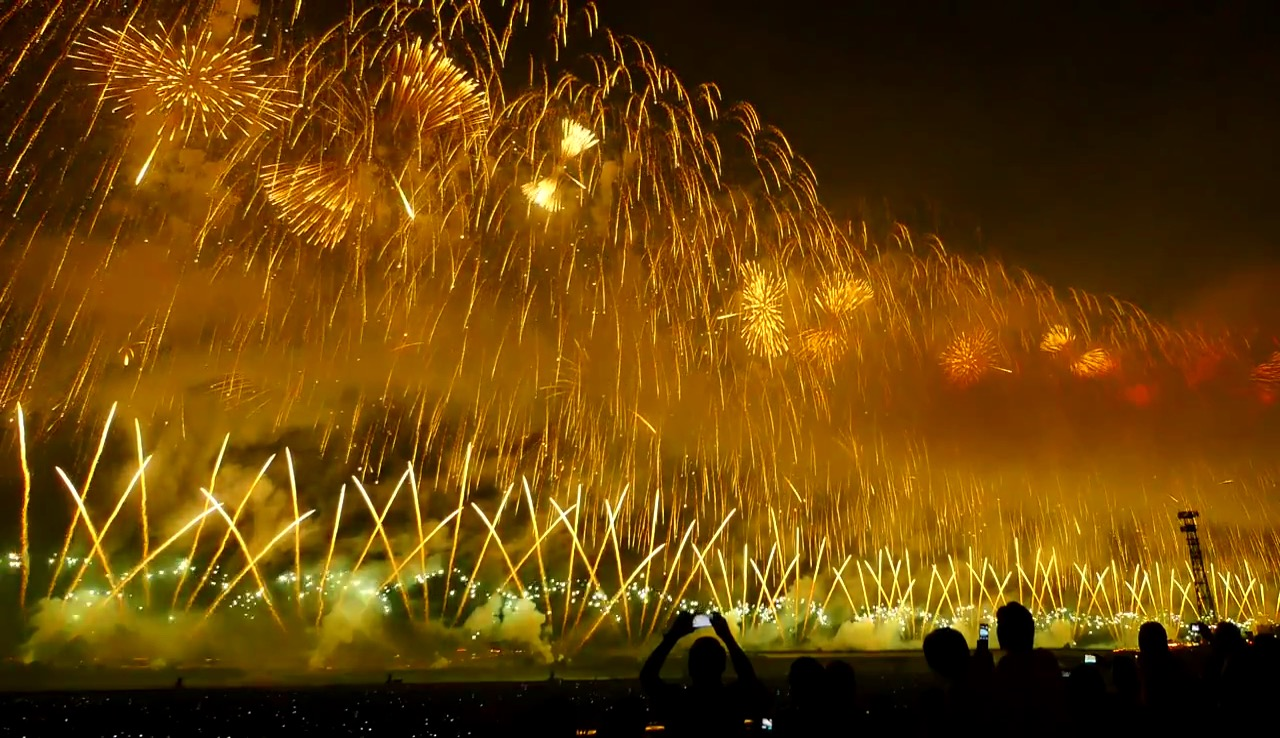
長岡祭大花火大会
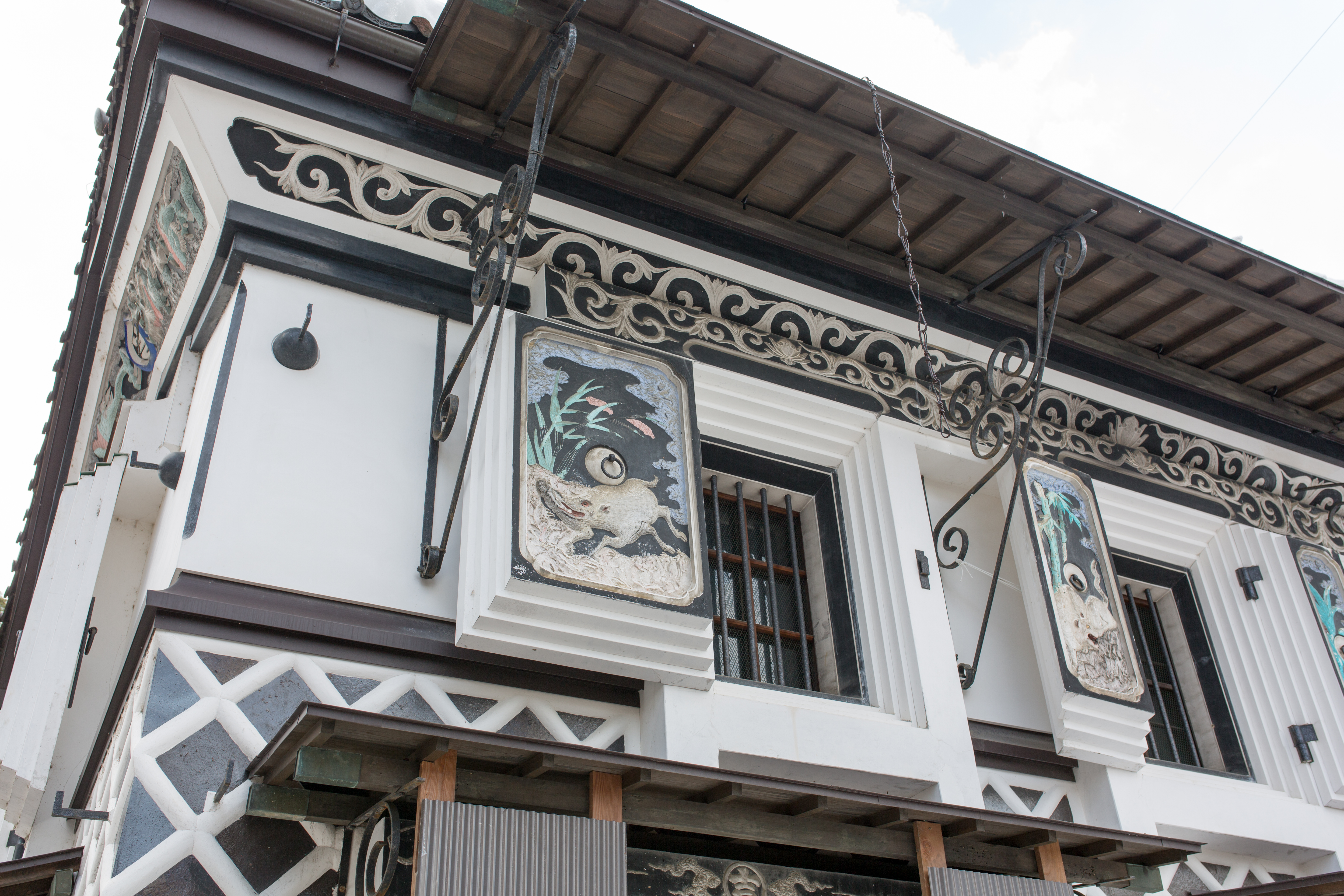
Quina Saffron Winery
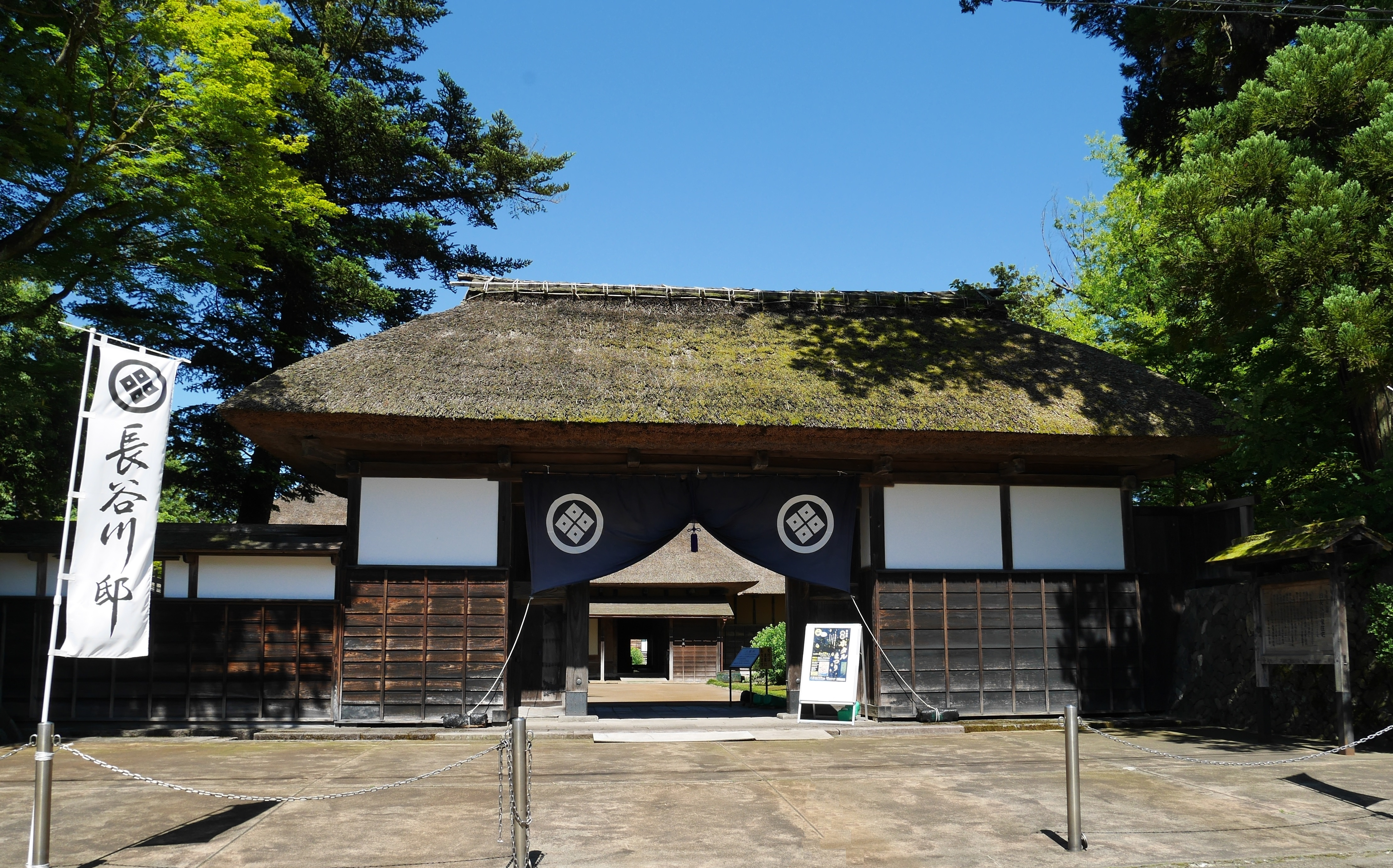
長谷川邸
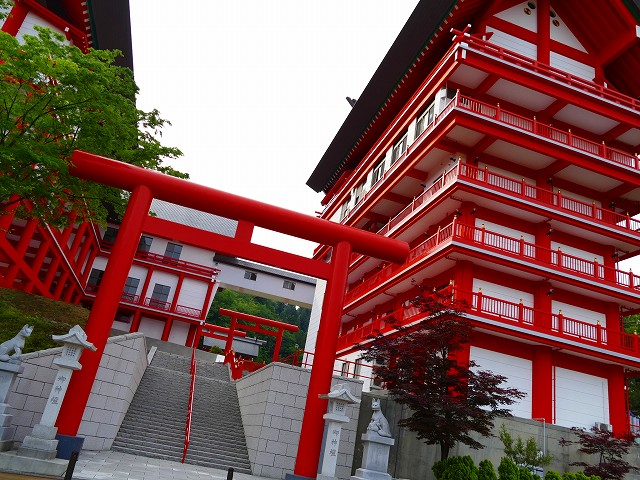
宝徳山稲荷大社
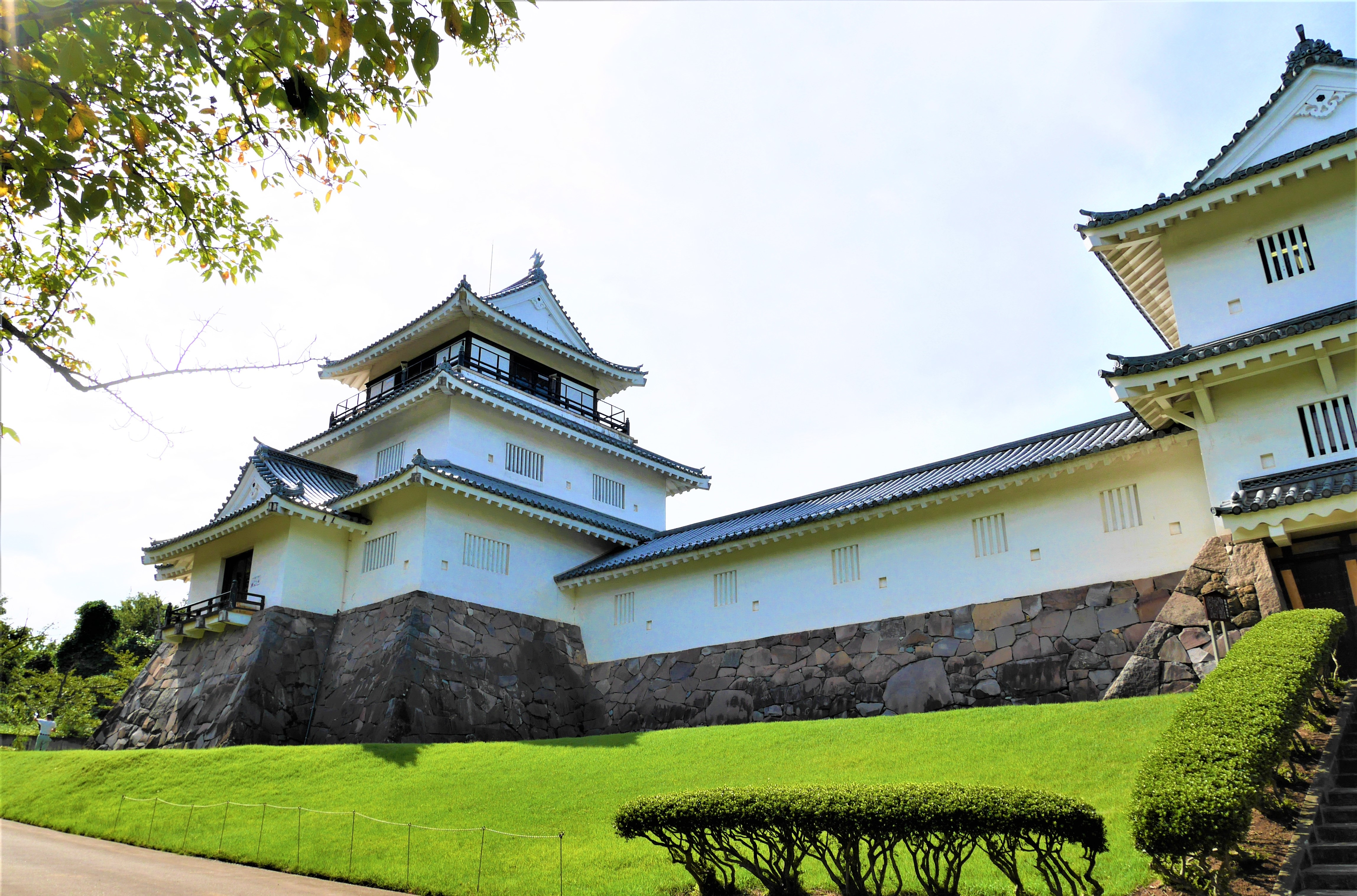
Nagaoka City Local Museum
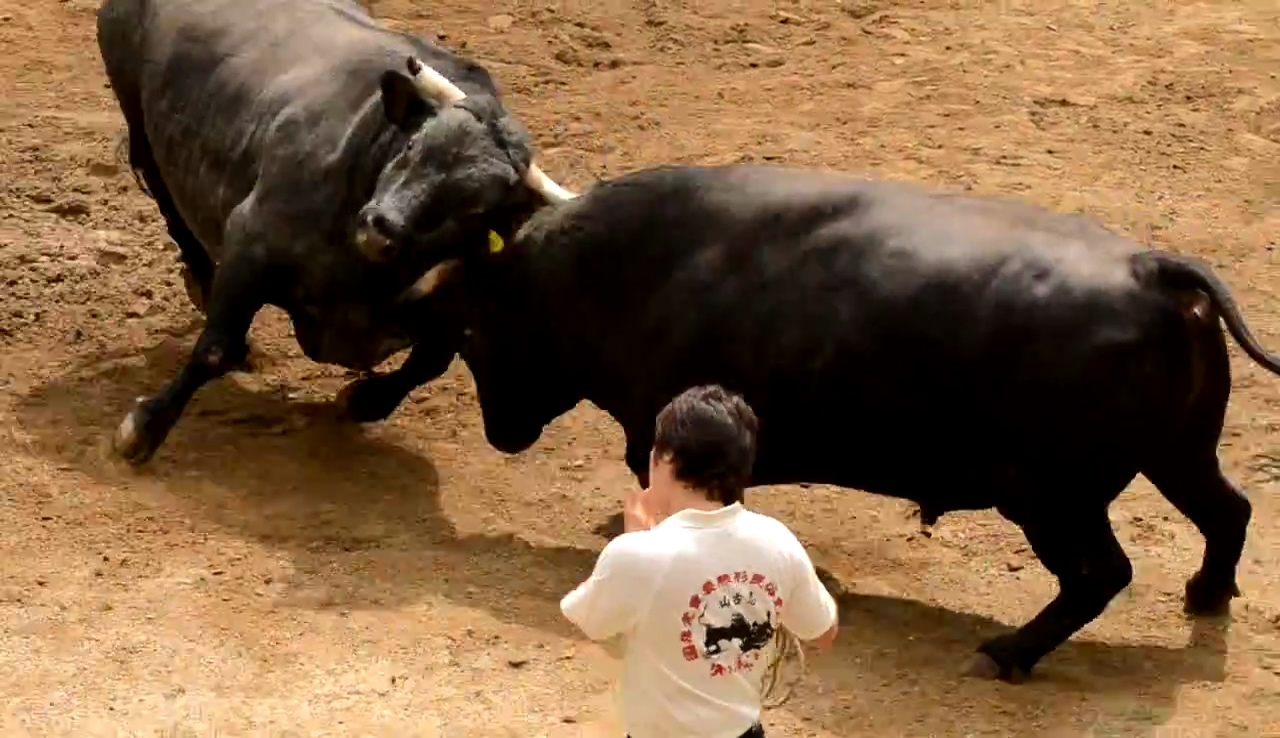
山古志闘牛
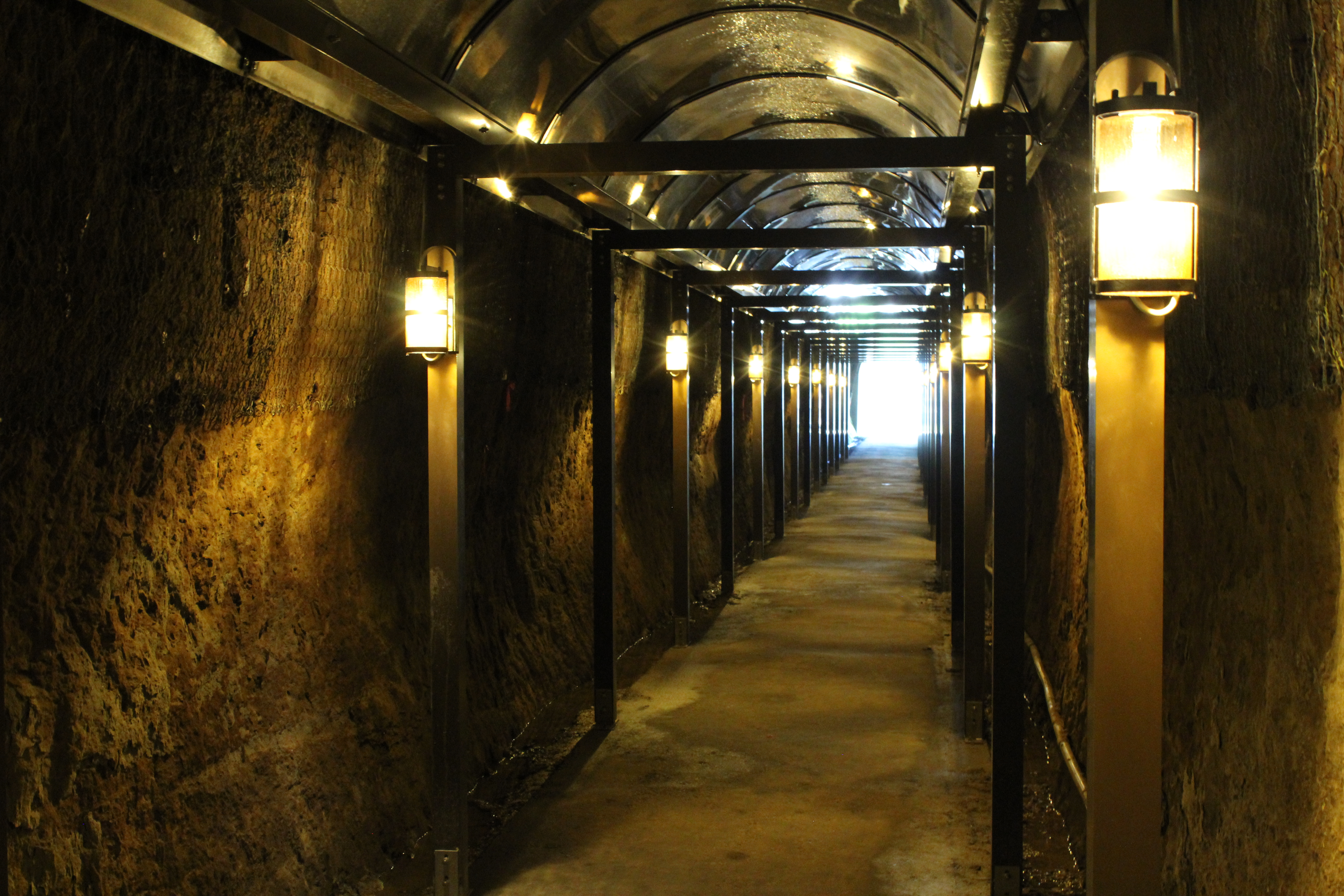
中山隧道
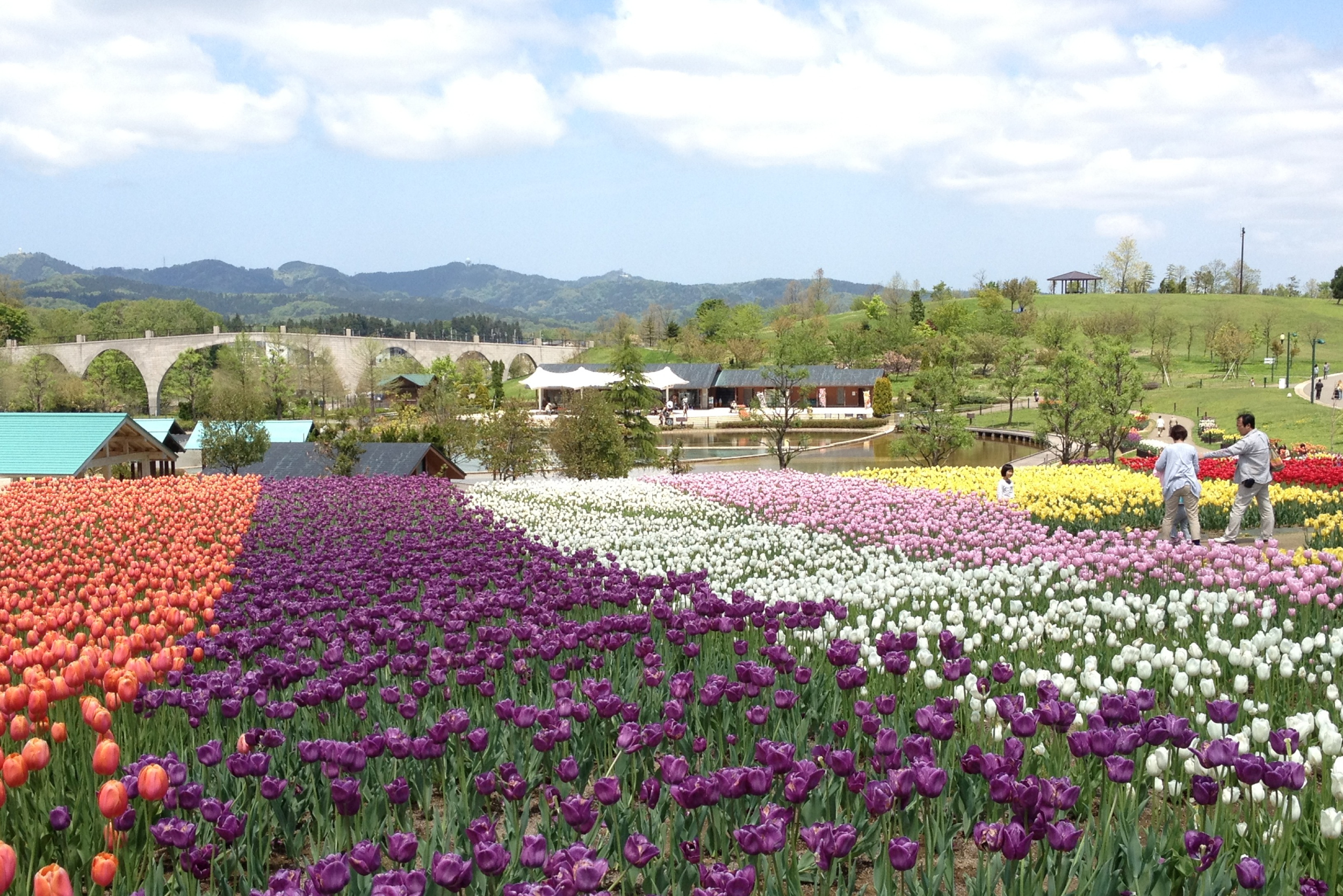
越後丘陵公園
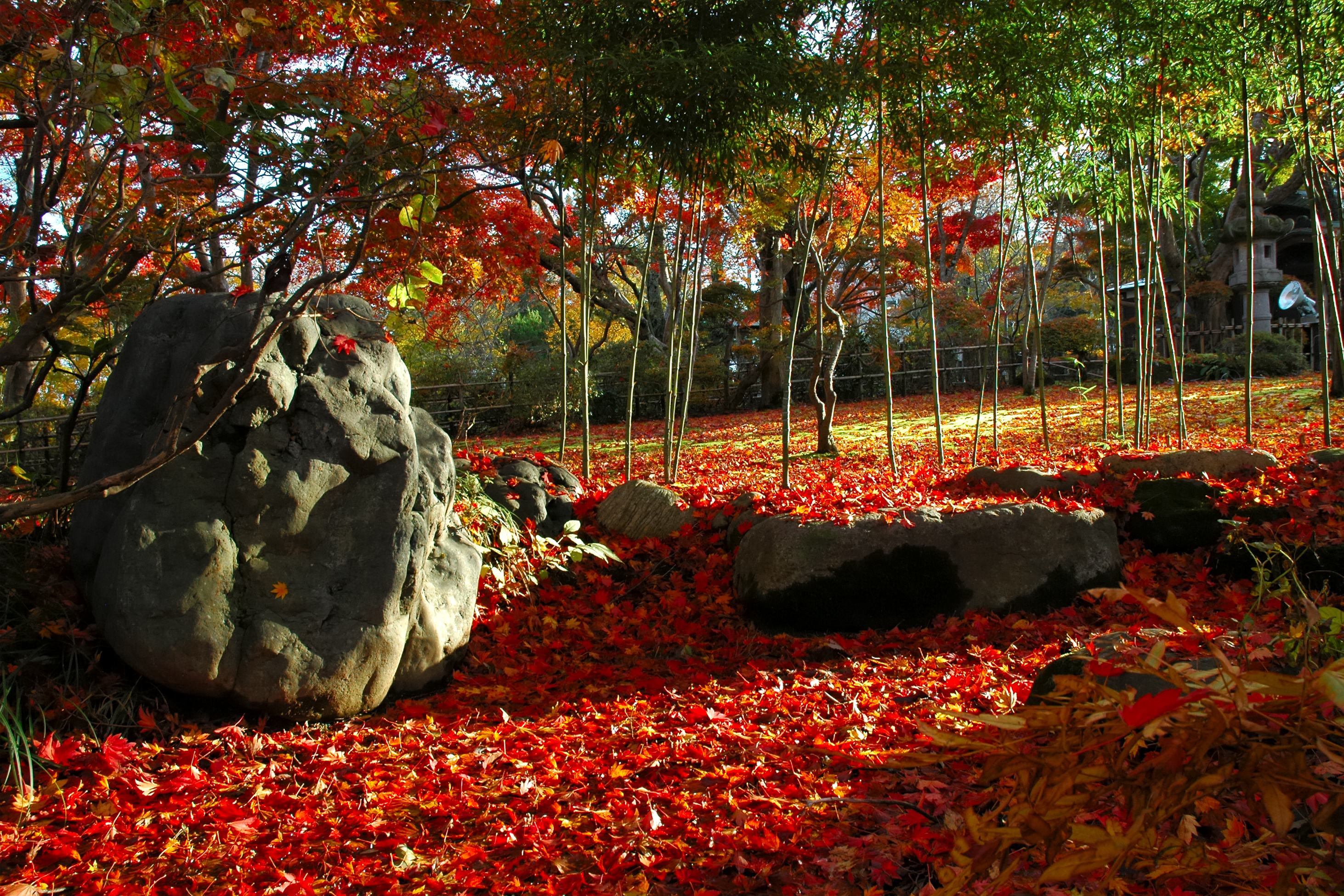
紅葉園
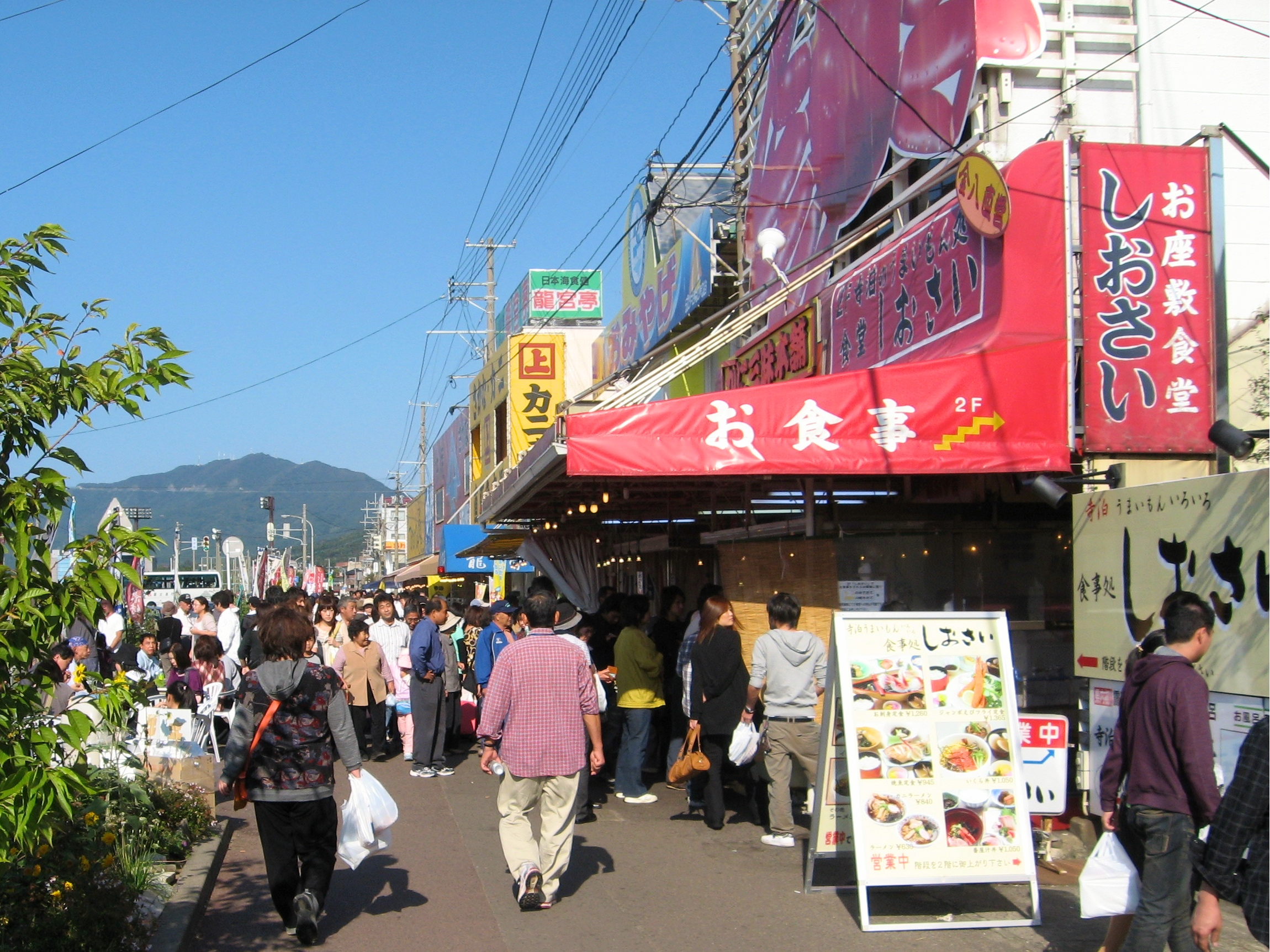
寺泊魚市場街
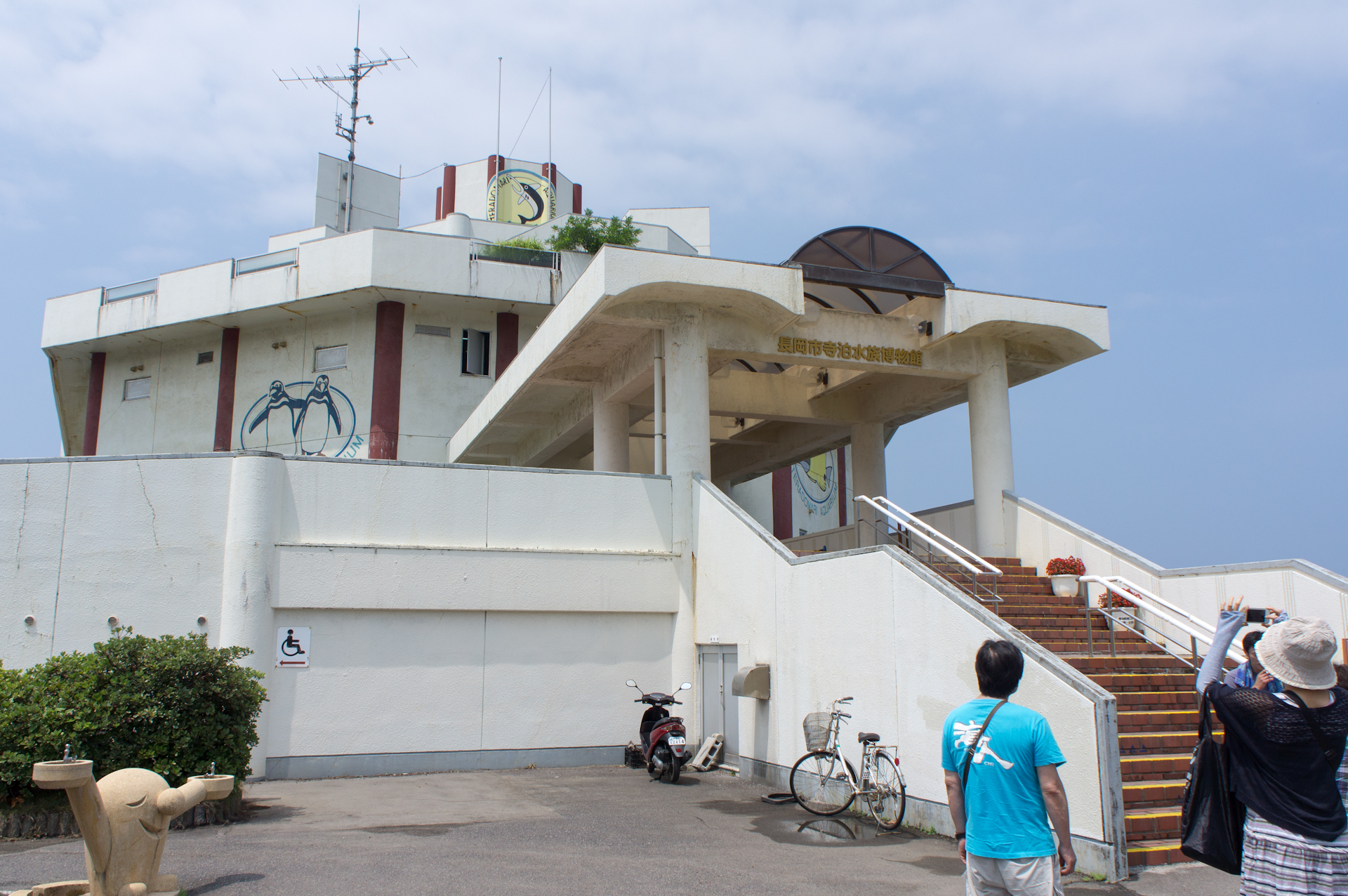
寺泊水族箱
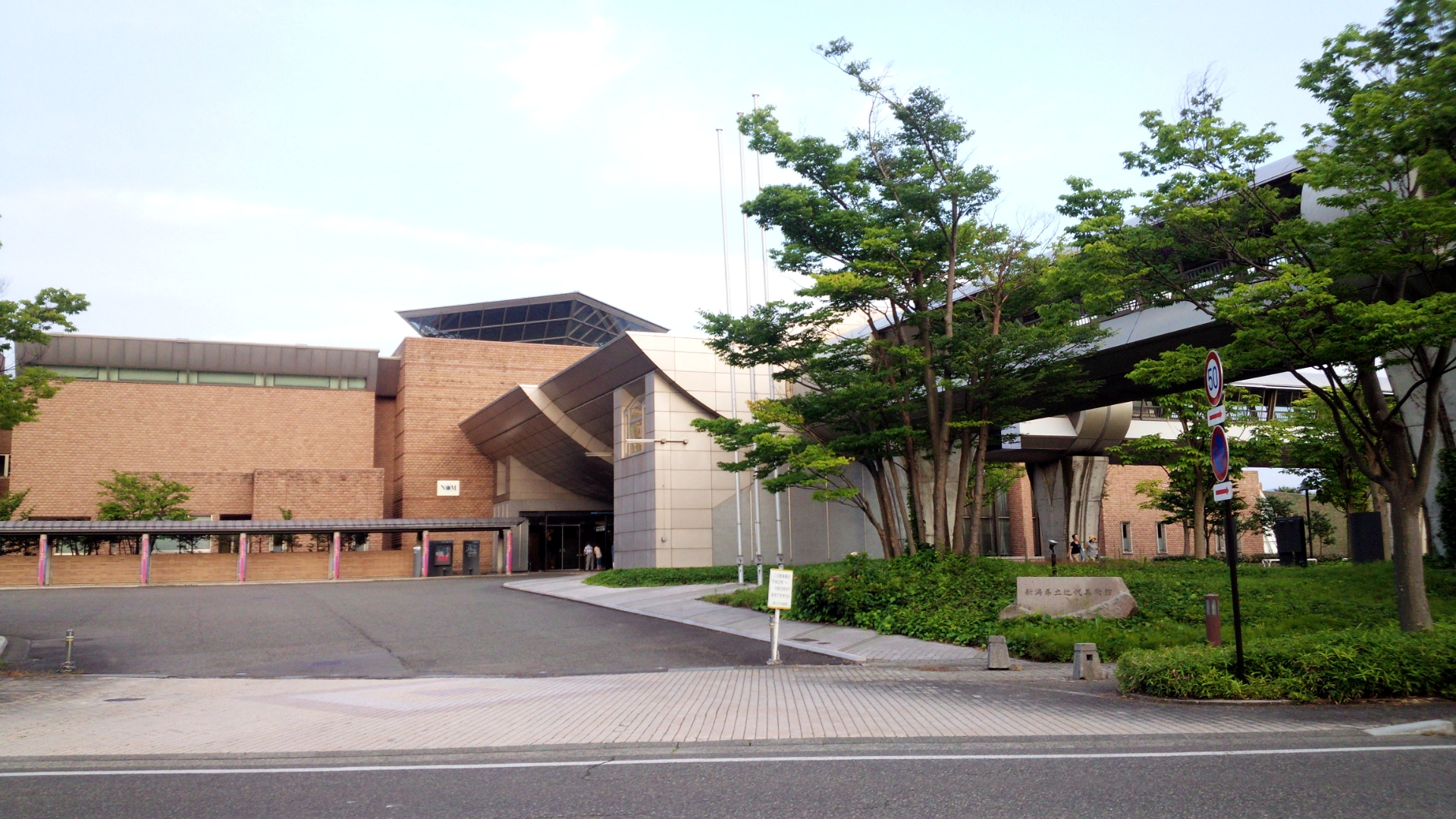
The Niigata Prefectural Museum of Modern Art
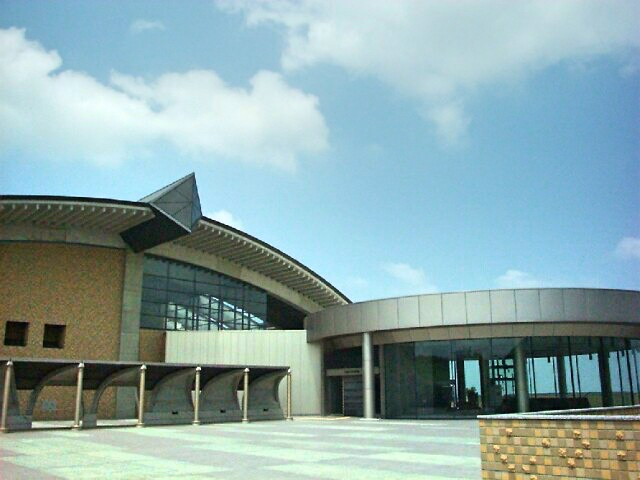
Niigata Prefectural Museum of History
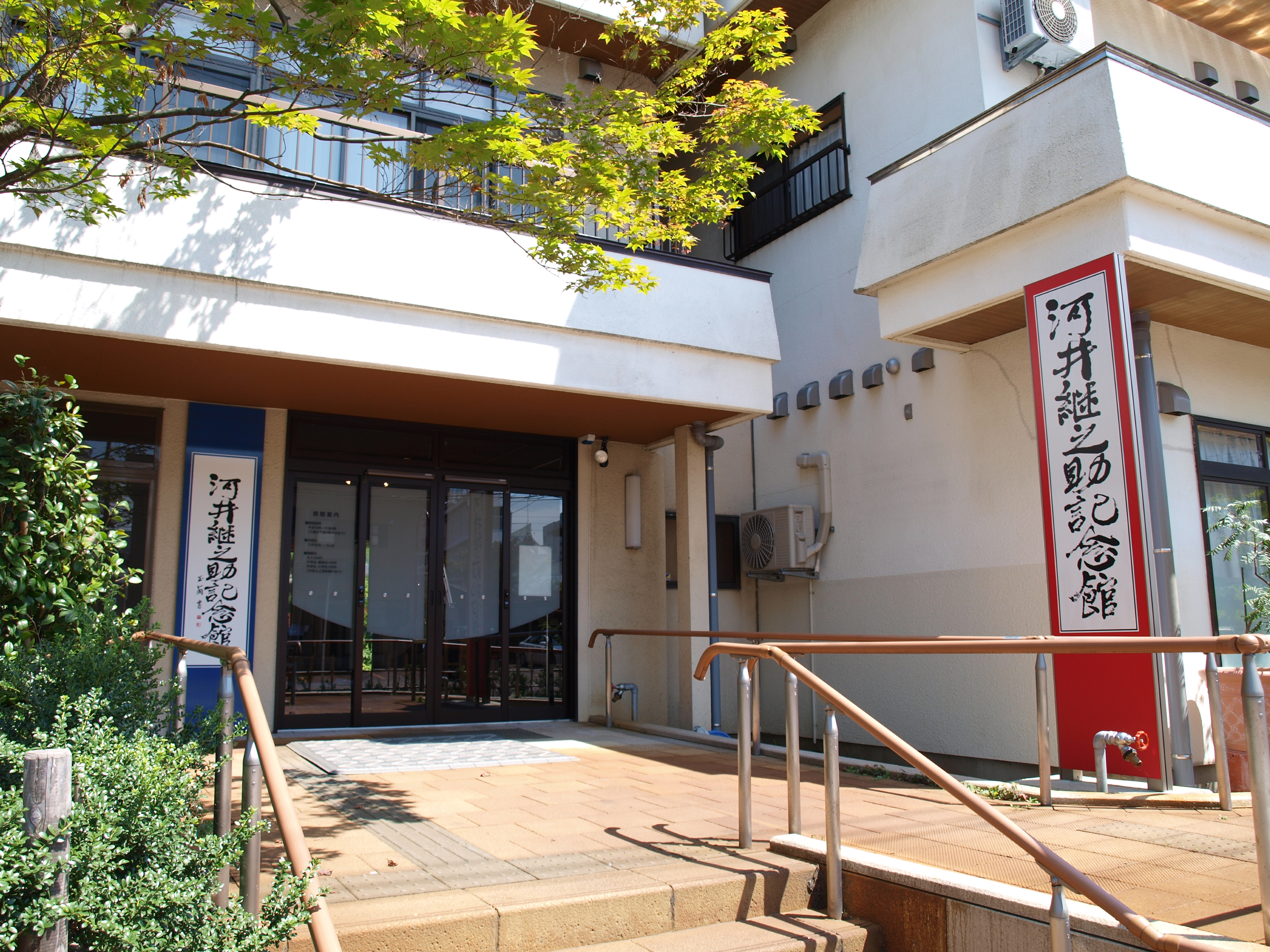
Kawai Tsuginosuke Memorial Museum
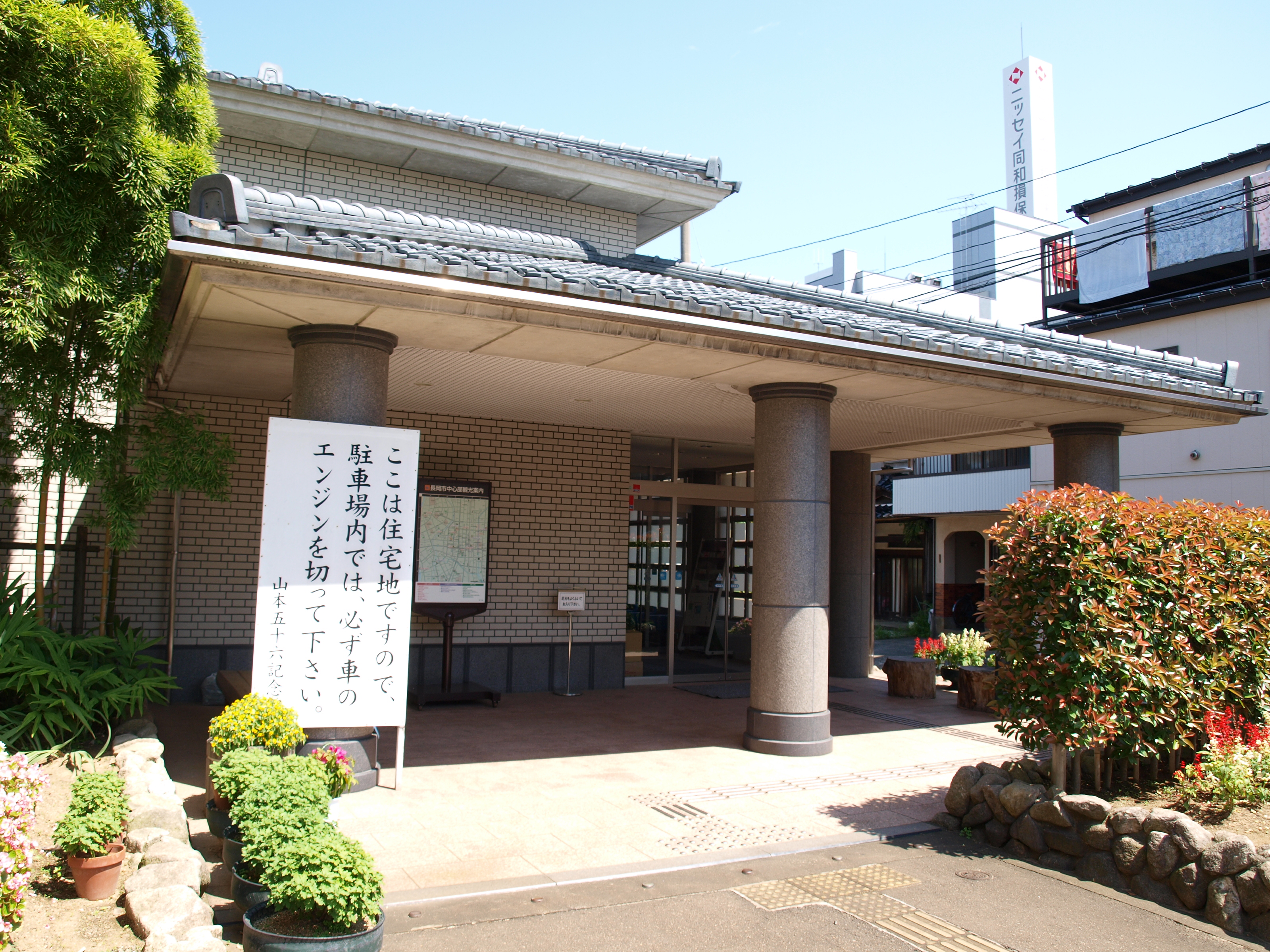
Yamamoto Isoroku Memorial Museum
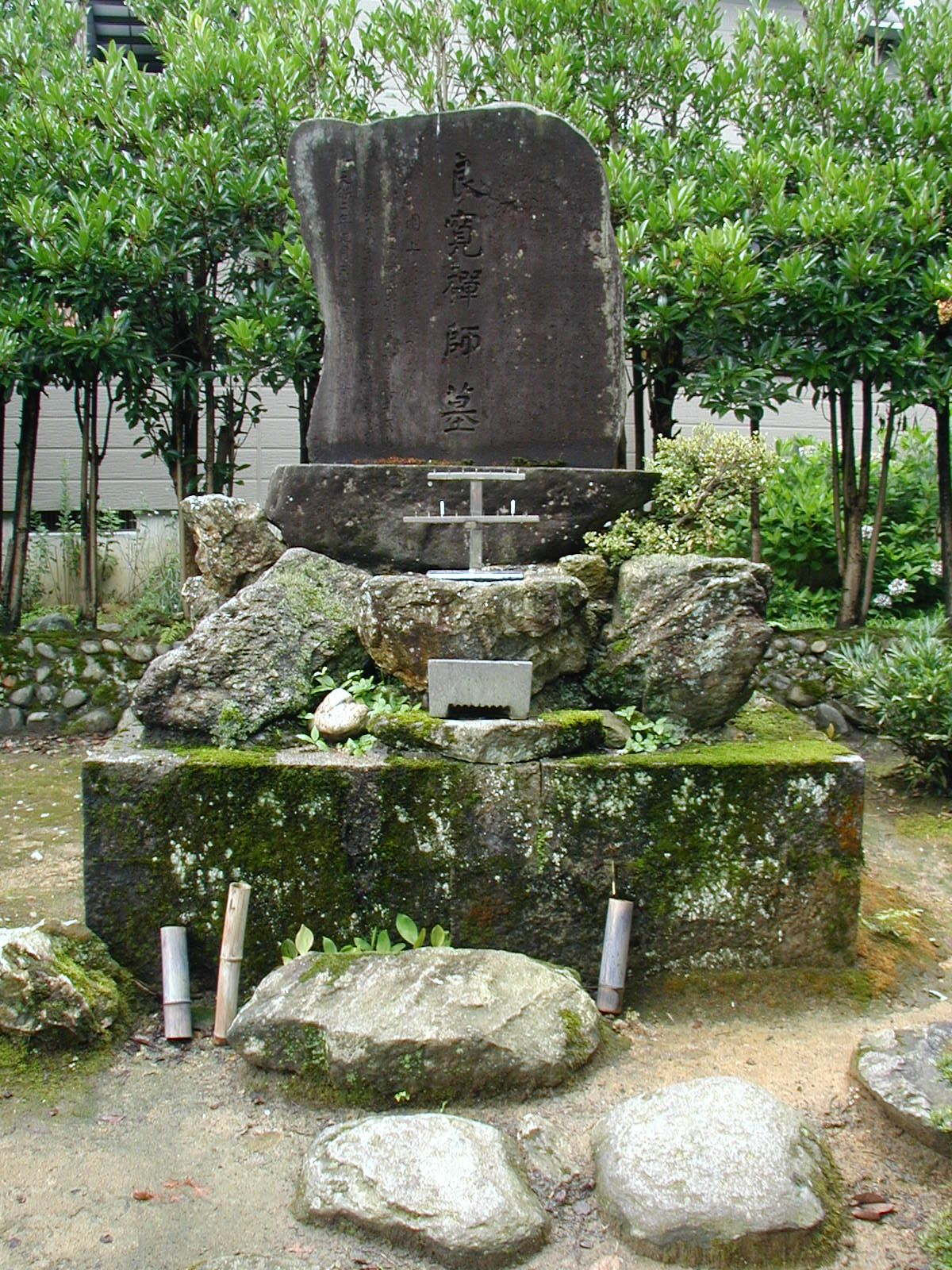
Ryōkan's grave (Ryusenji)

## 出身名人
- 阿刀田高（作家，生於東京）
- 井上圓了（佛教哲學家、教育家，創立了東洋大學的前身）
- 今井雄太郎（前日本職業棒球選手）
- 久住小春（前早安少女組成員）
- 桑田乃梨子（漫畫家）
- 櫻井良子（日本電視節目記者、職業撰稿人，生於越南河內）
- 佐藤亞紀（作家）
- 西山茉希（模特兒、演員）
- 三波春夫（歌手）
- 山本五十六（日本海軍聯合艦隊司令長官）
- 吉田友一（演員）
- 和月伸宏（漫畫家，生於東京）
- 宮島亞彌（前NGT48成員）

## 外部鏈結
- 長岡市官方網站 （页面存档备份，存于） （日語）
- 長岡觀光會展協會 （页面存档备份，存于） （日語）（英文）